# Tom Hai Ngón
Tom Hai Ngón (Two-Toed Tom) là một con cá sấu huyền thoại ở miền Nam Hoa Kỳ nó khét tiếng với việc đã khủng bố những cư dân đầm lầy ở Florida và Alabama như một trong những con cá sấu ăn thịt người ghê rợn nhất, tên gọi Tom Hai Ngón bắt nguồn từ việc con cá sấu huyền thoại này đã bị mất đi tất cả các ngón chân, trừ hai ngón chân trên một (hoặc nhiều) bàn chân khi thoái khỏi một cái bẫy thép. Bắt đầu từ năm 1987, một lễ hội đã được tổ chức tại vùng Esto, Florida dành riêng cho hình tượng con cá sấu Tom Hai Ngón, tuy nhiên vào năm 2019, tương lai của lễ hội này đã bị đặt dấu hỏi do thiếu sự tài trợ.

## Câu chuyện
Câu chuyện về Tom Hai Ngón bắt nguồn từ những năm 1920 (hoặc sớn nhất là sớm nhất là vào năm 1922) theo một giai thoại của vùng Esto, một Ủy viên hội đồng Florida tên là Ralph Dupree sinh năm 1912, nói rằng ông đã nghe câu chuyện này từ khi mới 10 tuổi.  Một trong những tài liệu viết sớm nhất có thể được bắt nguồn từ cuốn sách Stars Fell on Alabama năm 1934 của Carl Carmer. Trong cuốn sách, câu chuyện về Tom Hai ngón (thường được gọi là Hai ngón hoặc Mắt đỏ) kể về một con cá sấu dài 14 bộ với đôi mắt đỏ, thường xuyên ăn thịt nông dân chăn nuôi gia súc cũng như đàn ông và phụ nữ, theo lời đồn thì con quái vật này cũng được cho là đã cưỡng hiếp nạn nhân trước khi ăn.
Câu chuyện này tiếp vẫn tiếp diễn với những thông tin liên tục kể về nhiều nỗ lực thất bại và bất thành trong việc giết con cá sấu khét tiếng này, bao gồm cả một cựu quân nhân săn bắn cá sấu đã dành hơn một tuần trong màn săn bắn, chờ đợi sinh vật và một sự cố khác khi con cá sấu bị người nông dân Pap Haines đẩy xuống ao, trong đó 15 thùng thuốc nổ đã được châm lửa và ném vào nơi trú ngụ của nó, trong một nỗ lực bất thành để giết Tom Hai Ngón, vụ nổ giết chết mọi sinh vật dưới ao trừ Tom. Câu chuyện kết thúc với việc người ta nói rằng con cá sấu này đã đến Florida, mặc dù người kể chuyện truyền miệng là một ông già tên Gilmore tin rằng cuối cùng nó cũng sẽ quay lại Alabama mà thôi.
Các nguồn tin khác chứng thực rằng Tom Hai ngón, sau khi rời Alabama thì đã đến sống ở Hồ Sand Hammock, giữa Esto, Florida và Noma, Florida, một số người cũng nghe thấy một tiếng gầm lớn mỗi sáng (cá sấu Mỹ gầm rất to). Trong một chương dành riêng cho truyền thuyết trong cuốn sách Holmesteading của E.W. Carswell, người ta mô tả rằng sinh vật này tiếp tục thường xuyên ăn thịt gia súc và cũng sẽ gầm lên để đáp lại tiếng còi tại nhà máy của Công ty gỗ Alabama-Florida ở Noma. Những nỗ lực thất bại tiếp theo trong việc giết Tom Hai ngón cũng được mô tả ở đây, với một nhóm các cậu bé địa phương bắn vào nó bằng súng trường và súng ngắn cỡ nòng 22, không có tác dụng. Tom hai ngón xuất hiện một lần nữa vào năm 1972, khi một bài báo trên Pensacola News Journal báo cáo rằng các dấu vết hai ngón chân cá sấu đã được tìm thấy trên đảo Boynton, gần cộng đồng Red Head, Florida. 